# Noc ciemna
Noc ciemna to jedno z czterech najważniejszych dzieł św. Jana od Krzyża, Doktora Kościoła i mistyka, napisane prawdopodobnie ok. 1585 roku. Książka jest ascetyczno-mistycznym opisem rozwoju duchowego i kontynuacją Drogi na Górę Karmel opisując bierny etap ciemnej nocy zmysłów i ducha. Podobnie jak w przypadku pozostałych dużych traktatów św. Jana również Noc ciemna jest skonstruowana w formie interpretacji jego wiersza o tej samej nazwie, stając się pretekstem do szerszej refleksji.
Książka jest podzielona na 2 księgi. I księga opisuje bierną noc zmysłów, a II bierną noc ducha - ostatni etap przed pełnym zjednoczeniem z Chrystusem.